# Tylecodon wallichii
Tylecodon wallichii ist eine Pflanzenart der Gattung Tylecodon in der Familie der Dickblattgewächse (Crassulaceae).

## Beschreibung
Tylecodon wallichii wächst als kleiner, wenig verzweigter Strauch und wird bis 50 Zentimeter hoch. Dabei bildet er einen einzelnen, gräulich schwarzen Haupttrieb aus, der 6 Zentimeter im Durchmesser erreicht. Die jüngeren, graugrünen Triebe werden bis 1,5 Zentimeter im Durchmesser und sind mit eng stehenden langen Phyllopodien besetzt. Diese besitzen schief zugespitzte Spitzen und werden 15 Millimeter lang und 2 bis 3 Millimeter breit. Die graugrünen und dicht aneinander stehenden Blätter erscheinen an den Triebenden. Sie sind aufsteigend und einwärts gebogen, kahl, linealisch, zur Spitze hin zugespitzt, stielrund oder auf der Oberseite mit einer flachen Furche versehen und werden 6,5 bis 9,5 Zentimeter lang und 5 bis 6 Millimeter breit. Die Blattbasis ist keilförmig geformt und die zugespitzte Spitze ist gelblich mit einer rötlichen, aufgesetzten Spitze.
Der aufsteigende, oft mit Drüsenhaaren besetzte und bis 45 Zentimeter hohe Blütenstand besteht aus Thyrsen mit bis zu 8 aufrecht ausgebreiteten Monochasien. Die bis 34 Zentimeter langen Blütenstandstiele haben an der Basis einen Durchmesser von 5 Millimeter. Die ausgebreitet bis hängenden Einzelblüten besitzen einen 4 bis 5 Millimeter langen Stiel. Die dreieckigen Kelchblätter werden 3 Millimeter lang und 2 Millimeter breit. Die röhrige Blütenkrone wird 7 bis 12 Millimeter lang und ist gelblich gefärbt. Die Zipfel sind ausgebreitet bis zurückgebogen.

## Systematik und Verbreitung
Tylecodon wallichii ist  in Namibia und Südafrika verbreitet. Die Erstbeschreibung erfolgte 1862 durch William Henry Harvey als Cotyledon wallichii. Tölken stellte die Art 1978 in die Gattung Tylecodon.
Es werden zwei Unterarten unterschieden:
- Tylecodon wallichii subsp. ecklonianus (Harv.) Toelken (Synonyme: Cotyledon eckloniana Harv., Tylecodon papillaris subsp. ecklonianus (Harv.)G.D.Rowley und Cotyledon dinteri Baker f.); die Blütenstandstiele und Blütenstiele der Unterart sind kahl und die Kronzipfel spärlich mit drüsenhaarigen Wimpern bedeckt.
- Tylecodon wallichii subsp. wallichii

Synonyme sind Cotyledon wallichii Harv. und Tylecodon papillaris subsp. wallichii G.D.Rowley.